# スプラッシュ!!
『スプラッシュ!!』は、原作：松田康志、漫画：千葉きよかずによる日本の漫画。『週刊コミックバンチ』（新潮社）にて2005年4・5合併号から2006年12号まで連載された。単行本は全5巻。

## 登場人物
潮崎水羽
主人公の女子高生。白鷺高校に通う。負けず嫌いな性格から沢村の挑発に乗り、飛び込みを始める。中学時代にはバレエをやっていた。
沢村姫子
水羽のライバル。飛び込みのオリンピック候補生。理事長の娘でお嬢様。
安西稔
白鷺高校の飛び込みのコーチ。水羽の才能を見抜き厳しい指導を行なう。